# Rajdhani Express
El Rajdhani Express (tdl. ‘Expresso Capital’ en sánscrito) es un servicio de trenes de pasajeros en la India operado por Indian Railways, que conecta la capital nacional, Nueva Delhi, con las capitales o las ciudades más grandes de varios estados. Introducidos en 1969, estos servicios se encuentran entre los más prémium operados por Indian Railways, y tienen prioridad en la red.

## Historia
En 1960, la Junta de Ferrocarriles de la India encargó un estudio para aumentar la velocidad de sus trenes, que estaba restringida a 96 kilómetros por hora en las líneas de ancho indio existentes.  Se estableció un objetivo de 160 kilómetros por hora, con una etapa intermedia de 120 kph, para los trenes de pasajeros. La Organización de Diseño y Normas de Investigación (RDSO) comenzó el desarrollo en 1962, y los ensayos de campo comenzaron en 1967.  Los vagones fueron fabricados por la Integral Coach Factory de Madrás y traccionados por locomotoras diésel. 
El 19 de febrero de 1969, el Gobierno de la India introdujo un nuevo tren expreso capaz de alcanzar velocidades de hasta 120 kilómetros por hora (74,6 mph), tal como se anunció en el presupuesto ferroviario. El 1 de marzo de 1969, se inauguró el primer Rajdhani Express con nueve vagones, que partió de la estación de Nueva Delhi hacia la Estación de Howrah, en Calcuta, con regreso el 3 de marzo. El tren completó el recorrido de 1450 kilómetros (901 mi) en 17 horas y 20 minutos y fue el único tren de este tipo en operación hasta 1972, cuando se introdujo el segundo Rajdhani desde Bombay.
Posteriormente, con la modernización de las vías, se introdujeron nuevos trenes Rajdhani que conectaban las principales ciudades con la capital, Nueva Delhi,reforzando la marca: Rajdhani, en sánscrito, significa "capital". 
Actualmente, los trenes son uno de los servicios prémium operados por Indian Railways y reciben regularmente una mayor prioridad en la red ferroviaria. A los pasajeros se les ofrecen comidas opcionales a través de la Corporación de Turismo y Catering de Ferrocarriles de la India, cuyo menú puede incluir té matutino, desayuno, almuerzo, té vespertino y cena, dependiendo de la duración y el horario del viaje. Estos trenes tienen menos paradas que otros trenes exprés, deteniéndose solo en estaciones importantes, y rigiéndose tarifariamente por el sistema de precios dinámicos.

## Servicios en Operación
En 2024, hay 25 pares de trenes Rajdhani Express, realizando los siguientes servicios:
| Nombre del Tren                                    | Origen                  | Destino           | Paradas | Frecuencia   | Distancia | Tiempo  | Velocidad | Velocidad | Inauguración   | Ref    |
| Nombre del Tren                                    | Origen                  | Destino           | Paradas | Frecuencia   | Distancia | Tiempo  | Max       | Media     | Inauguración   | Ref    |
| -------------------------------------------------- | ----------------------- | ----------------- | ------- | ------------ | --------- | ------- | --------- | --------- | -------------- | ------ |
| Howrah Rajdhani Express (via Gaya)                 | Calcuta                 | Nueva Delhi       | 7       | 6 por semana | 1,451 Km  | 17h 15m | 130 km/h  | 84 km/h   | 03 / 03 1969   | [ 11 ] |
| Mumbai Tejas Rajdhani Express                      | Bombay                  | Nueva Delhi       | 6       | Diario       | 1,386 Km  | 15h 32m | 130 km/h  | 89 km/h   | 17 / 03 / 1972 | [ 12 ] |
| August Kranti Tejas Rajdhani Express               | Bombay                  | Hazrat Nizamuddin | 10      | Diario       | 1,378 Km  | 16h 33m | 130 km/h  | 83 km/h   | 01 / 01 / 1992 | [ 13 ] |
| Bangalore Rajdhani Express                         | KSR Bengaluru           | Hazrat Nizamuddin | 13      | Diario       | 2,367 Km  | 33h 30m | 130 km/h  | 71 km/h   | 01 / 10 / 1992 | [ 14 ] |
| Thiruvananthapuram Rajdhani Express                | Trivandrum Central      | Hazrat Nizamuddin | 19      | Tri-semanal  | 2,844 Km  | 41h 15m | 130 km/h  | 69 km/h   | 03 / 07 / 1993 | [ 15 ] |
| Chennai Rajdhani Express                           | MGR Chennai Central     | Hazrat Nizamuddin | 8       | Bi-semanal   | 2,175 Km  | 28h 25m | 130 km/h  | 77 km/h   | 03 / 07 / 1993 | [ 16 ] |
| Howrah Rajdhani Express (via Patna)                | Calcuta                 | Nueva Delhi       | 7       | Semanal      | 1,531 Km  | 20h 00m | 130 km/h  | 77 km/h   | 03 / 07 / 1993 | [ 17 ] |
| Bhubaneswar Rajdhani Express (via Adra)            | Bhubaneswar             | Nueva Delhi       | 13      | Bi-semanal   | 1,73 Km   | 23h 20m | 130 km/h  | 74 km/h   | 01 / 04 / 1994 | [ 18 ] |
| Bhubaneswar Tejas Rajdhani Express (via Tatanagar) | Bhubaneswar             | Nueva Delhi       | 13      | 4 por semana | 1,801 Km  | 24h 30m | 130 km/h  | 74 km/h   | 01 / 04 / 1994 | [ 19 ] |
| Dibrugarh - New Delhi Rajdhani Express             | Dibrugarh               | Nueva Delhi       | 9       | Diario       | 2,432 Km  | 37h 55m | 130 km/h  | 65 km/h   | 06/07/1994     | [ 20 ] |
| Jammu Tawi Rajdhani Express                        | Jammu Tawi              | Nueva Delhi       | 3       | Diario       | 577 Km    | 8h 20m  | 130 km/h  | 69 km/h   | 10/07/1994     | [ 21 ] |
| Patna Tejas Rajdhani Express                       | Rajendra Nagar Terminal | Nueva Delhi       | 4       | Diario       | 1,001 Km  | 12h 30m | 130 km/h  | 80 km/h   | 01/09/1996     | [ 22 ] |
| Swarna Jayanti Rajdhani Express                    | Sabarmati Jn.           | Nueva Delhi       | 9       | Diario       | 929 Km    | 12h 25m | 130 km/h  | 74 km/h   | 01/01/1998     | [ 20 ] |
| Secunderabad Rajdhani Express                      | Secunderabad Jn.        | Hazrat Nizamuddin | 5       | Semanal      | 1,661 Km  | 21h 40m | 130 km/h  | 77 km/h   | 21/01/1998     | [ 23 ] |
| Diburgarh Rajdhani Express (via Bogibeel)          | Dibrugarh               | Nueva Delhi       | 23      | Bi-semanal   | 2,294 Km  | 39h 38m | 130 km/h  | 58 km/h   | 11/01/1999     | [ 24 ] |
| Sealdah Rajdhani Express                           | Sealdah                 | Nueva Delhi       | 6       | Diario       | 1,458 Km  | 18h 00m | 130 km/h  | 81 km/h   | 01/07/2000     | [ 25 ] |
| Ranchi Rajdhani Express (via Bokaro)               | Ranchi                  | Nueva Delhi       | 6       | Bi-semanal   | 1,307 Km  | 17h 00m | 130 km/h  | 77 km/h   | 17/10/2001     | [ 26 ] |
| Bilaspur Rajdhani Express                          | Bilaspur Jn.            | Nueva Delhi       | 8       | Bi-semanal   | 1,505 Km  | 20h 40m | 130 km/h  | 73 km/h   | 28/10/2001     | [ 27 ] |
| Ranchi Rajdhani Express (via Japla)                | Ranchi                  | Nueva Delhi       | 6       | Semanal      | 1,251 Km  | 16h 45m | 130 km/h  | 75 km/h   | 11/06/2006     | [ 28 ] |
| Ranchi Rajdhani Express (via Chopan)               | Ranchi                  | Nueva Delhi       | 7       | Semanal      | 1,244 Km  | 17h 55m | 130 km/h  | 69 km/h   | 11/06/2006     | [ 29 ] |
| Dibrugarh Rajdhani Express (via Moranhat)          | Dibrugarh               | Nueva Delhi       | 22      | 6 por semana | 2,471 Km  | 41h 15m | 130 km/h  | 59 km/h   | 06/03/2010     | [ 30 ] |
| Madgaon Rajdhani Express                           | Madgaon Jn.             | Hazrat Nizamuddin | 9       | Bi-semanal   | 1,909 Km  | 24h 54m | 130 km/h  | 77 km/h   | 20/11/2015     | [ 31 ] |
| Agartala Tejas Rajdhani Express                    | Agartala                | Anand Vihar       | 14      | Semanal      | 2,424 Km  | 39h 50m | 130 km/h  | 59 km/h   | 28/10/2017     | [ 32 ] |
| Bhubaneswar Tejas Rajdhani Express (via Sambalpur) | Bhubaneswar             | Nueva Delhi       | 14      | Semanal      | 1,914 Km  | 26h 40m | 130 km/h  | 72 km/h   | 10/02/2018     | [ 33 ] |
| Mumbai CSMT Rajdhani Express                       | Bombay                  | Hazrat Nizamuddin | 7       | Diario       | 1,537 Km  | 17h 55m | 130 km/h  | 86 km/h   | 19 / 01 / 2019 | [ 34 ] |